# Fortress Hill
Fortress Hill är en kulle i Antarktis. Den ligger i Västantarktis. Argentina, Chile och Storbritannien gör anspråk på området. Toppen på Fortress Hill är 120 meter över havet.
Terrängen runt Fortress Hill är kuperad. Havet är nära Fortress Hill åt nordost.  Trakten är obefolkad. Det finns inga samhällen i närheten. 